# Thaumetopoea jordana
Thaumetopoea jordana är en fjärilsart som beskrevs av Otto Staudinger. Thaumetopoea jordana ingår i släktet Thaumetopoea och familjen tandspinnare. Inga underarter finns listade i Catalogue of Life.